# Jason Aguemon
Jason Rilwann Aguemon (* 14. April 1992 in Paris) ist ein französischer American-Football-Spieler auf der Position des Runningbacks.

## Werdegang
Aguemon begann im Jugendbereich von La Courneuve Flash mit dem American Football. Mit der französischen U19-Nationalmannschaft belegte er bei der Junioren-Europameisterschaft 2011 in Köln den zweiten Platz. Im darauffolgenden Jahr wurde er mit Flash französischer Juniorenmeister. Nach Abschluss der französischen Saison wurde Aguemon im Juli 2015 von den Lübeck Cougars aus der GFL 2 verpflichtet. In fünf Spielen verzeichnete er 163 Rushing- und 21 Receiving-Yards für insgesamt zwei Touchdowns. Anschließend kehrte er zu Flash zurück und gewann mit dem Team 2017 und 2018 den Casque de Diamant, das Finale um die französische Meisterschaft. 2018 war Aguemon zudem Teil der französischen Nationalmannschaft, die in Vantaa Europameister wurde. Im Finale gegen Österreich verzeichnete er 63 Rushing-Yards und einen Touchdown. In der Saison 2019 wurde er hauptsächlich als Defensivspieler eingesetzt.
Nachdem er im Januar 2020 an einem von der Canadian Football League (CFL) veranstalteten Combine in Paris teilgenommen hatte, wurde er für den Ende März in Toronto geplanten CFL Combine eingeladen. Aufgrund der Covid-19-Pandemie wurde das Event abgesagt und 2021 virtuell nachgeholt. Beim CFL Global Draft wurde Aguemon nicht ausgewählt.
Im Mai 2021 gaben die Leipzig Kings die Verpflichtung von Aguemon für die Premierensaison der European League of Football (ELF) bekannt. Aguemon erzielte die fünftmeisten Rushing-Yards der Liga (518), verpasste aber mit den Kings bei einer Bilanz von fünf Siegen zu fünf Niederlagen die Playoffs. Zur ELF-Saison 2022 wechselte Aguemon zum neu gegründeten Franchise Rhein Fire. Dort begann er die Saison als Starter, ehe er diese Rolle an Daniel Rennich abgeben musste. Er wurde zur Saisonmitte Ende Juli von Fire entlassen. Im Oktober 2022 beendete Aguemon nach dem Gruppenphasenspiel der Europameisterschaft gegen Österreich seine Nationalmannschafts-Karriere.
Für die Saison 2023 kehrte Aguemon in seine Heimat zurück und unterschrieb einen Vertrag beim neu gegründeten Franchise Paris Musketeers.
Bobsport
Im Dezember 2017 nahm Aguemon als Anschieber im Viererbob an den Europacup-Wettbewerben in Königssee und La Plagne teil.

## Statistiken
| Jahr                                                          | Team               | Spiele | Starts | Rushing | Rushing | Rushing | Rushing | Rushing | Rushing | Rushing | Receiving | Receiving | Receiving | Receiving | Receiving | Receiving |
| Jahr                                                          | Team               | Spiele | Starts | Att     | Yds     | Avg     | TD      | Lng     | Fum     | Lst     | Rec       | Tgt       | Yds       | Avg       | TD        | Lng       |
| ------------------------------------------------------------- | ------------------ | ------ | ------ | ------- | ------- | ------- | ------- | ------- | ------- | ------- | --------- | --------- | --------- | --------- | --------- | --------- |
| Championnat Élite de Football Américain                       |                    |        |        |         |         |         |         |         |         |         |           |           |           |           |           |           |
| 2015                                                          | La Courneuve Flash | 4      |        | 023     | 056     | 2,4     | 0       | 12      | 0       | 0       | 01        |           | 05        | 05,0      | 0         | 05        |
| 2016                                                          | La Courneuve Flash | 6      |        | 053     | 312     | 5,9     | 1       | 42      | 0       | 0       | 0         |           | 0         | 00,0      | 0         | 0         |
| 2017                                                          | La Courneuve Flash | 3      |        | 003     | 001     | 0,3     | 0       | 02      | 0       | 0       | 0         |           | 0         | 00,0      | 0         | 0         |
| 2018                                                          | La Courneuve Flash | ?      |        | 070     | 373     | 5,3     | 4       | 50      | 0       | 0       | 01        |           | 17        | 17,0      | 0         | 17        |
| 2019                                                          | La Courneuve Flash | 8      |        | 001     | 000     | 0,0     | 0       | 0       | 0       | 0       | 0         |           | 0         | 00,0      | 0         | 0         |
| Élite Gesamt                                                  | Élite Gesamt       | 21+    |        | 150     | 742     | 5,0     | 5       | 50      | 0       | 0       | 02        |           | 22        | 11,0      | 0         | 17        |
| German Football League 2                                      |                    |        |        |         |         |         |         |         |         |         |           |           |           |           |           |           |
| 2015                                                          | Lübeck Cougars     | 5      |        | 26      | 163     | 6,3     | 1       | 26      | 0       | 0       | 5         |           | 21        | 5,2       | 1         | 10        |
| GFL2 Gesamt                                                   | GFL2 Gesamt        | 5      |        | 26      | 163     | 6,3     | 1       | 26      | 0       | 0       | 5         |           | 21        | 5,2       | 1         | 10        |
| European League of Football                                   |                    |        |        |         |         |         |         |         |         |         |           |           |           |           |           |           |
| 2021                                                          | Leipzig Kings      | 09     | 07     | 096     | 1.518   | 5,4     | 3       | 40      | 2       | 0       | 11        | 15        | 112       | 10,2      | 1         | 23        |
| 2022                                                          | Rhein Fire         | 08     | 03     | 078     | 1.337   | 4,3     | 3       | 70      | 2       | 1       | 12        | 02        | 002       | 01,0      | 0         | 04        |
| 2023                                                          | Paris Musketeers   | 19     | 12     | 174     | 1.334   | 4,5     | 2       | 27      | 1       | 1       | 12        | 13        | 112       | 16,0      | 0         | 11        |
| ELF Gesamt                                                    | ELF Gesamt         | 26     | 22     | 248     | 1.189   | 4,8     | 8       | 70      | 5       | 2       | 15        | 20        | 126       | 18,4      | 1         | 23        |
| Quellen: fanfootus.fr, stats.gfl.info, sportsmetrics.football |                    |        |        |         |         |         |         |         |         |         |           |           |           |           |           |           |

Anmerkung: In den Statistiken der französischen und der deutschen Liga werden nicht die Anzahl für Spiele als Starter oder Targets angegeben.

## Privates
Aguemon ist der Cousin der American-Football-Spieler Ibel Ahidazan, Armel Ahidazan und Maxe Ahidazan.